# Gunnar Thor Gunnarsson
Gunnar Thor Gunnarsson, född 1985, är en isländsk fotbollsspelare som under 2006-2007 spelade för Hammarby IF. Inför säsongen 2008 skrev han på för allsvenska nykomligen IFK Norrköping. Han har tidigare spelat i Fram från Island. Han spelar nu i KR Reykjavík. Hans position är försvarare och han brukar spela som vänsterback.